# Brian Johnston (tastierista)
Brian Johnston (Broxburn, 3 marzo 1945) è un tastierista britannico, noto per essere stato membro del gruppo rock Streetwalkers fino allo scioglimento nel 1977, e per aver suonato con gli Whitesnake nel loro concerto d'esordio.

## Carriera
Dopo aver militato in vari gruppi musicali, nel 1975 si unisce alla band rock progressivo Streetwalkers. Dopo lo scioglimento, avvenuto nel 1977 egli lascia la band. 
Nel marzo del 1978, a causa dell'indisponibilità del membro fondatore degli Whitesnake Pete Solley, partecipa al concerto d'esordio del gruppo in qualità di turnista, ruolo che abbandona già in aprile, con il ritorno del tastierista ufficiale.

### Con Nino Ferrer
A partire dalla fine degli Anni '80 collabora con il musicista e cantante francese Nino Ferrer, e suona nei suoi ultimi dischi.

## Discografia

### Con Nino Ferrer and Leggs
- Nino Ferrer and Leggs, 1973

### Con Nino Ferrer
- Metronomie, 1991
- Blanat, 1992